# Rudolf Weyr
Rudolf Weyr ou, à partir du 14 mai 1911, Rudolf von Weyr (Vienne, 22 mars 1847 – 30 octobre 1914)  est un sculpteur autrichien. 
Rudolf Weyr est considéré comme un représentant du néo-baroque et l'un des artistes autrichiens les plus importants de l'époque de François-Joseph Ier d'Autriche et de l'ouverture du boulevard circulaire de Vienne, haut-lieu des promenades de la bourgeoisie autrichienne de la Belle Époque.
De 1883 à 1885, Rudolf Weyr accueillit dans son atelier de Vienne, durant deux années, le sculpteur allemand Louis Tuaillon.
Rudolf Weyr était l'oncle de l'artiste graphique et auteur Siegfried Weyr.

## Œuvres
- 1884 : Sculptures en fronton de la Villa Hermès (Vienne)
- 1888 : Soufflets des fenêtres du grand théâtre Burgtheater de Vienne
- 1889 : Statue du dramaturge autrichien Franz Grillparzer
- 1895 : La fontaine monumentale ornée d'allégories de "La puissance sur mer" (son pendant, "La puissance sur terre" est, lui, l’œuvre du sculpteur Edmund Hellmer) sur la Michaelerplatz à l’entrée du palais de la Hofburg
- 1895 : Monument du soulagement de Vasil Levski à Sofia (Bulgarie)
- 1907 : Fontaine de la ville de Decin (Tchécoslovaquie)
- 1908 : Statue de Johannes Brahms